# Người Rus'

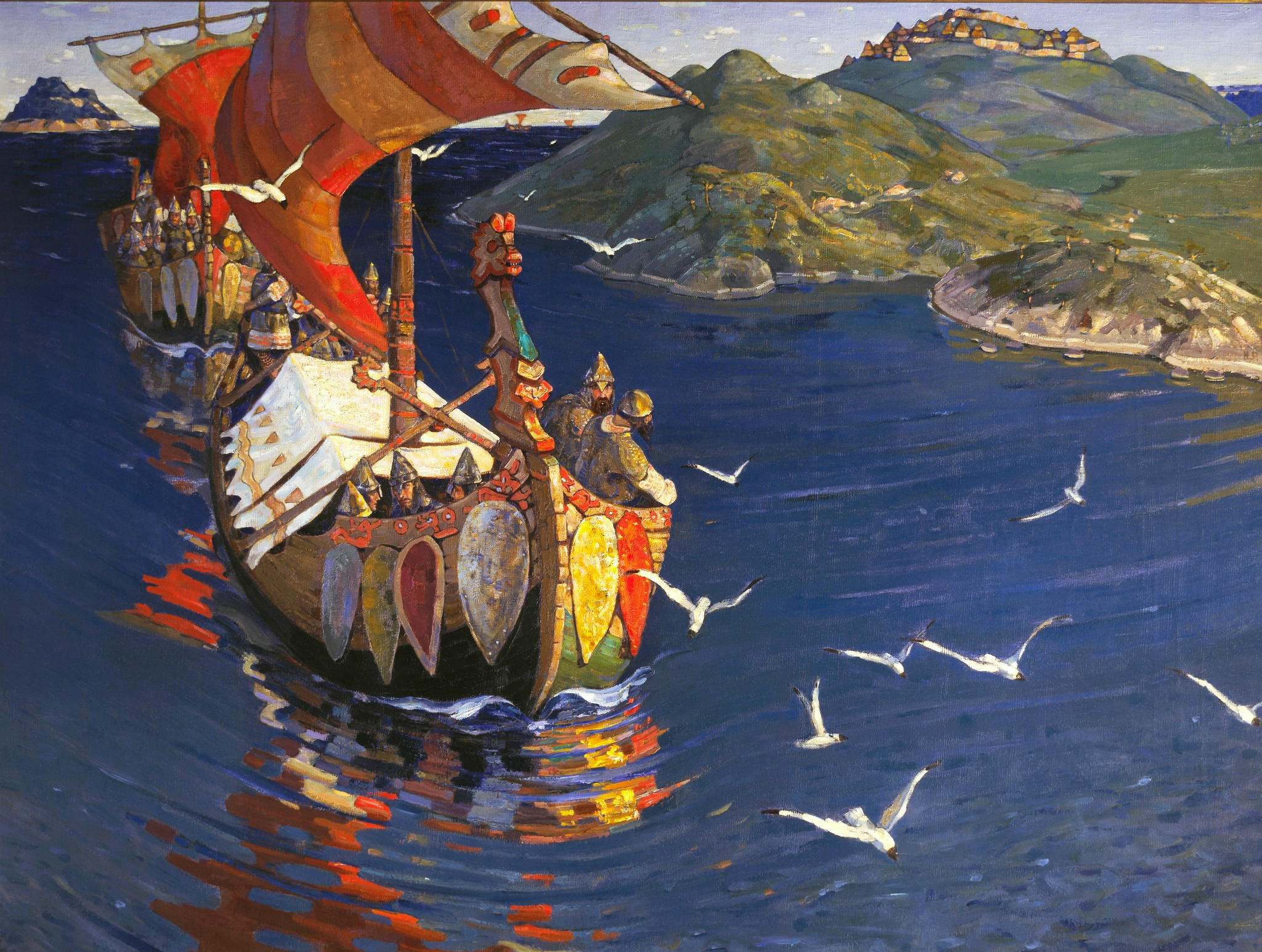
Khách từ nước ngoài, Nicholas Roerich (1899)

Người Rus' (tiếng Nga: Русь, tiếng Hy Lạp: Ῥῶς)  là một dân tộc thời Trung cổ, sinh sống trong một khu vực rộng lớn của Nga, Ukraina, Belarus và các quốc gia khác, và là tổ tiên của những dân tộc Đông Slav hiện đại. Rus' là một bộ lạc Viking Thụy Điển đến từ khu vực ngày nay là Roslagen của Thụy Điển ngày nay. Theo cả hai nguồn ghi chép Byzantine và Hồi giáo đương đại và Biên niên sử chính của Rus', được biên soạn vào khoảng năm 1113, người Rus' là những người Bắc Âu đã di dời "trên biển", đầu tiên đến đông bắc châu Âu, tạo ra một sự khả hãn Rus' ban đầu mà cuối cùng đã dưới sự lãnh đạo của Rurik.
Sau đó, người thân của Rurik, Oleg, đã chiếm được Kiev, thành lập Kiev Rus'. Hậu duệ của Rurik là triều đại cầm quyền của Rus '(sau 862), và các hiệu trưởng được tạo ra trong khu vực trước đây bị chiếm đóng bởi Kiev Rus', Công quốc Galicia-Volyn (sau năm 1199), Chernigov, Cộng hòa Novgorod, Vương quốc Rus (1253–1349), Vladimir-Suzdal, Đại công quốc Moskva, và những người sáng lập của Nước Nga Sa hoàng.